# Microphysogobio amurensis
Microphysogobio amurensis – endemiczny gatunek ryby z rodziny karpiowatych (Cyprinidae). Bywa hodowany w akwariach. W polskiej literaturze akwarystycznej wystąpił pod nazwą „amurski pieskar nosowy”.

## Występowanie
Występuje na terenie Dalekiego Wschodu – we wschodnich Chinach i azjatyckiej części Rosji, w dorzeczu rzeki Amur oraz w jeziorze Chanka. 

## Opis
Ciało żółtawej barwy, dorasta do około 12 cm długości. Powyżej linii bocznej (o 44 łuskach) występują podłużne poziomo ułożone plamy. Ryba jest bardzo płodna – składa od 5 do 30 000 sztuk ikry.

## Warunki w akwarium
| Zalecane warunki w akwarium | Zalecane warunki w akwarium           |
| --------------------------- | ------------------------------------- |
| Zbiornik                    | średni do dużego                      |
| Temperatura wody            | 14–22°C                               |
| Twardość wody               | średnia do twardej                    |
| Skala pH                    | ok. 7                                 |
| pokarm                      | żywy (bezkręgowce) i roślinny (glony) |